# Hipismo nos Jogos Olímpicos de Verão de 1996
O hipismo nos Jogos Olímpicos de Verão de 1996 foi realizado no Georgia International Horse Park em Conyers, 50 quilômetros da cidade-sede Atlanta, nos Estados Unidos. Seis eventos foram disputados no adestramento, concurso completo de equitação (CCE) e salto.

## Adestramento individual
| Pos. | País                | Atletas           | Cavalos |
| ---- | ------------------- | ----------------- | ------- |
|      | Alemanha (GER)      | Isabel Werth      | Gigolo  |
|      | Países Baixos (NED) | Anky van Grunsven | Bonfire |
|      | Países Baixos (NED) | Sven Rothenberger | Weyden  |

## Adestramento por equipe
| Pos. | País                 | Atletas                                                                   | Cavalos                          |
| ---- | -------------------- | ------------------------------------------------------------------------- | -------------------------------- |
|      | Alemanha (GER)       | Klaus Balkenhol Martin Schaudt Monica Theodorescu Isabel Werth            | Goldstern Durgo Grunox Gigolo    |
|      | Países Baixos (NED)  | Tineke Bartels Anky van Grunsven Sven Rothenberger Gonnelien Rothenberger | Barbria Bonfire Weyden Gonnelien |
|      | Estados Unidos (USA) | Robert Dover Michelle Gibson Steffen Peters Guenter Seidel                | Metallic Peron Udon Graf George  |

## CCE individual
| Pos. | País                 | Atletas        | Cavalo        |
| ---- | -------------------- | -------------- | ------------- |
|      | Nova Zelândia (NZL)  | Blyth Tait     | Ready Teady   |
|      | Nova Zelândia (NZL)  | Sally Clark    | Squirrel Hill |
|      | Estados Unidos (USA) | Kerry Millikin | Out and About |

## CCE por equipe
| Pos. | País                 | Atletas                                                     | Cavalos                                                    |
| ---- | -------------------- | ----------------------------------------------------------- | ---------------------------------------------------------- |
|      | Austrália (AUS)      | Wendy Schaeffer Gillian Rolton Andrew Hoy Phillip Dutton    | Sunburst Peppermint Grove Darien Powers True Blue Girdwood |
|      | Estados Unidos (USA) | Karen O'Connor David O'Connor Bruce Davidson Jill Henneberg | Biko Giltedge Heyday Nirvana                               |
|      | Nova Zelândia (NZL)  | Blyth Tait Andrew Nicholson Vaughn Jefferis Victoria Latta  | Chesterfield Jaggermeister II Bounce Broadcast News        |

## Salto individual
| Pos. | País           | Atletas             | Cavalos       |
| ---- | -------------- | ------------------- | ------------- |
|      | Alemanha (GER) | Ulrich Kirchhoff    | Jus de Pommes |
|      | Suíça (SUI)    | Wilhelm Melliger    | Calvaro       |
|      | França (FRA)   | Alexandra Ledermann | Rochet M      |

## Salto por equipe
| Pos. | País                 | Atletas                                                                                    | Cavalos                                        |
| ---- | -------------------- | ------------------------------------------------------------------------------------------ | ---------------------------------------------- |
|      | Alemanha (GER)       | Franke Sloothaak Lars Nieberg Ulrich Kirchhoff Ludger Beerbaum                             | Joly Coeur For Pleasure Jus de Pommes Ratina Z |
|      | Estados Unidos (USA) | Peter Leone Leslie Burr-Howard Anne Kursinski Michael Matz                                 | Legato Extreme Eros Rhum                       |
|      | Brasil (BRA)         | Luiz Felipe de Azevedo Álvaro de Miranda Neto André Bier Gerdau Johannpeter Rodrigo Pessoa | Cassiana Aspen Calei Tomboy                    |

## Quadro de medalhas do hipismo
| Ordem | País               | Medalha de ouro | Medalha de prata | Medalha de bronze | Total |
| ----- | ------------------ | --------------- | ---------------- | ----------------- | ----- |
| 1     | GER Alemanha       | 4               | 0                | 0                 | 4     |
| 2     | NZL Nova Zelândia  | 1               | 1                | 1                 | 3     |
| 3     | AUS Austrália      | 1               | 0                | 0                 | 1     |
| 4     | USA Estados Unidos | 0               | 2                | 2                 | 4     |
| 5     | NED Países Baixos  | 0               | 2                | 1                 | 3     |
| 6     | SUI Suíça          | 0               | 1                | 0                 | 1     |
| 7     | BRA Brasil         | 0               | 0                | 1                 | 1     |
| 7     | FRA França         | 0               | 0                | 1                 | 1     |